# 瀬名みのり
瀬名 みのり（せな みのり、8月28日 - ）は、日本のアイドル。女性アイドルグループ ripple linkの元メンバー。静岡県出身、静岡県在住。

## 略歴
2022年4月1日、CrossingMusicで結成された音楽派アイドルグループ ripple linkのメンバーとして活動をスタートさせる。担当はDTMと歌唱。担当カラーは白色。
2023年7月23日、ripple linkとTalkieTokyoの合同グループ MissyouMashに参加。
2025年5月17日、ヒビキキ！FINALでMissyouMashの活動を終了
、Link Live LastDayでripple linkを卒業。
2025年5月31日、CrossingMusicを退所。

## 人物・エピソード
- 大きな耳が特徴である
- ゲームに登場するアイドルに憧れて、アイドルになった
- 特技は耳コピ、DTM、漢字（漢検2級）、弓道（初段）
- 趣味はアイドルマスターの曲を聴く、ゲーム
- 好きなものは歌、さつまいも、寝ること
- 苦手なものはチョコレート、早起き、部屋の片付け
- 好きなゲームはアイドルマスター シャイニーカラーズ、学園アイドルマスター、あんさんぶるスターズ
- 好きなアイドルはでんぱ組.inc（根本凪）
- 好きな漫画、アニメはテニスの王子様、ジョジョの奇妙な冒険、アイカツ!

## ライブ・イベント
- GirlsCross!! Vol.14〜瀬名みのり生誕Special〜[10]（2022年8月21日）
- ガールズ×ガールズ×ガールズvol.223[11][12]（2023年3月11日）
- GirlsCross!! Vol.28〜瀬名みのり生誕記念〜[13]（2023年8月19日）
- GirlsCross!! Vol.32〜X'mas SP〜[14]（2023年12月16日）
- CrossingMusic年忘れ歌合戦[15]（2023年12月16日）
- GirlsCross!! Vol.40〜瀬名みのり生誕祭〜[16]（2024年8月17日）
- 星空うた生誕直前主催〜３６０度ライブ！？〜[17]（2024年8月18日）
- GirlsCross!!Vol.42～ハロウィンSP～[18]（2024年10月19日）

## 撮影会・チェキ会
- CrossingMusic個人撮影会[19]（2024年8月24日）
- 入場無料！チェキ会[20]（2024年9月29日）
- 入場無料！チェキ会[21]（2024年11月24日）
- クリスマスイブ個人撮影会[22]（2024年12月24日）
- CrossingMusic個人撮影会[23]（2025年1月24日）
- CrossingMusicにゃんにゃんにゃん撮影会[24]（2025年2月22日）
- 入場無料！チェキ会[25]（2025年3月30日）
- 瀬名みのりチェキ会[26]（2025年5月5日）